# Boulogne (nom d'usage)
Cet article court présente un sujet plus développé dans : Boulogne.
Boulogne est un nom d'usage de cinq communes ou anciennes communes de France, nom d'usage différent de la graphie indiquée par le code officiel géographique :
- Boulogne, ancienne commune de la Vendée
- Boulogne-Billancourt, commune des Hauts-de-Seine
- Boulogne-la-Grasse, commune de l'Oise
- Boulogne-sur-Gesse, commune de la Haute-Garonne
- Boulogne-sur-Helpe, commune du département du Nord

Ce nom de Boulogne se différencie de Boulogne-sur-Mer, la commune qui porte ce nom depuis le IIIe siècle.